# ヒストン修飾酵素

クロマチン構造の基本的単位

ヒストン修飾酵素（ヒストンしゅうしょくこうそ、英: histone-modifying enzyme）は、ヒストンタンパク質に対する翻訳後修飾に関与する酵素の総称である。真核生物のゲノムを安全に保管するため、DNAは4種類のコアヒストンタンパク質（H2A、H2B、H3、H4）に巻き付き、ヌクレオソームを形成している。こうしたヌクレオソームはさらに、高度に凝縮したクロマチンへと折りたたまれ、転写、複製、組換え、修復に必要な因子は遺伝物質にアクセスできないようになっている。真核生物は、このクロマチンによる抑制的な障壁に対し、ヒストン修飾を介して克服する複雑な機構を発達させている。ヒストン修飾は、ヒストンの残基に特定の官能基を共有結合的に付加する翻訳後修飾である。ヒストンに付加された官能基は、緩く開いたクロマチン構造であるユークロマチン、もしくは固く閉じたクロマチン構造であるヘテロクロマチンのいずれかの状態を直接的または間接的に引き出す。ユークロマチンは活発な転写と遺伝子発現の標識であり、ヒストンのパッキングは軽度であるため転写過程に関与するタンパク質が進入することが可能である。一方で固くパッキングしたヘテロクロマチンは、現在遺伝子発現が行われていないことの標識となる。

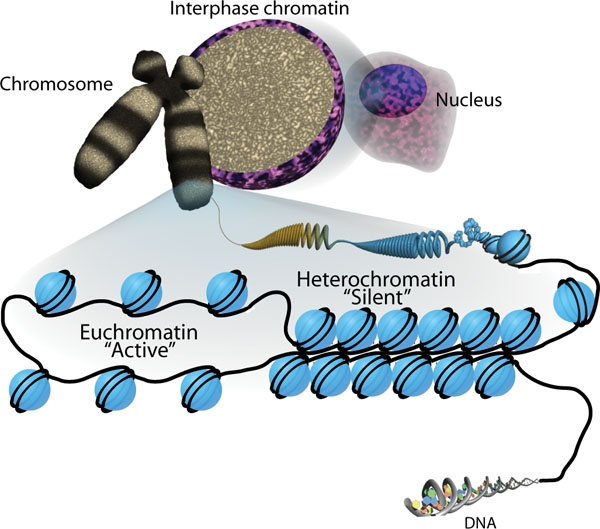
DNAはヒストンの周囲に巻き付いてヌクレオソームを形成する、ヌクレオソームは数珠玉（beads-on-a-string）構造で示されており、ユークロマチンとヘテロクロマチンの区別が存在する。

ヒストンに対する翻訳後修飾にはいくつかの異なる種類が存在するが、最も一般的な修飾は、アセチル化、メチル化、リン酸化、ユビキチン化の4種類である。修飾を誘導する酵素（官能基の付加など）はライター（writer）と呼ばれ、修飾を除去する酵素はイレイサー（eraser）と呼ばれる。さらに、O-GlcNAc化、SUMO化、ADPリボシル化、シトルリン化、プロリンの異性化など、稀な修飾も多くの種類が存在する。

## 一般的なヒストン修飾
一般的な4種類のヒストン修飾と各々のライター、イレイサーを下の表に記す。
| 修飾         | ライター                                  | イレイサー                     | DNAに対する影響                                   |
| ------------ | ----------------------------------------- | ------------------------------ | ------------------------------------------------- |
| アセチル化   | ヒストンアセチルトランスフェラーゼ（HAT） | ヒストンデアセチラーゼ（HDAC） | 遺伝子発現の増加                                  |
| メチル化     | ヒストンメチルトランスフェラーゼ（HMT）   | ヒストンデメチラーゼ（KDM）    | 遺伝子の転写の増加または減少                      |
| リン酸化     | プロテインキナーゼ（PTK）                 | プロテインホスファターゼ（PP） | 遺伝子の転写の増加、DNA修復や細胞分裂における役割 |
| ユビキチン化 | ユビキチンリガーゼ                        | 脱ユビキチン化酵素（DUB）      | 遺伝子の転写の増加、DNA修復における役割           |

### アセチル化

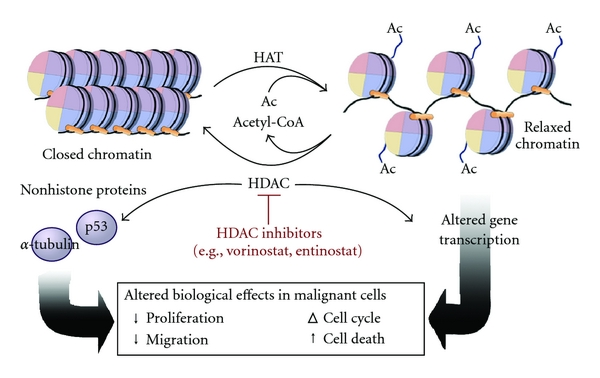
HATとHDACによって調節される、ヒストンアセチル化/脱アセチル化の動的状態。ヒストンのアセチル化はクロマチンのアクセス性を変化させる。

ヒストンのアセチル化はヒストンアセチルトランスフェラーゼ（HAT）によって促進される。HATはヒストンのN末端テールのリジン（K）残基を標的とする。ヒストンデアセチラーゼ（HDAC）はアセチル基の除去を促進する。ヒストンの正電荷はアセチル化によって中和され、ユークロマチンが形成されて標的遺伝子の転写と発現は増加する。ヒストンH3の 9番、14番、18番、23番、H4の5番、8番、12番、16番のリジン残基がアセチル化の標的となる。

### メチル化
ヒストンのメチル化は主にリジン（K）とアルギニン（R）残基に対して行われる。メチル基の付加と除去は、それぞれヒストンメチルトランスフェラーゼ（HMT）とヒストンデメチラーゼ（KDM）によって行われる。ヒストンのメチル化はその標的部位によって遺伝子の活性化または抑制のいずれかを担い、発生や学習に重要な役割を果たす。一般的なヒストンメチル化では、H3K9のジメチル化やH3K27のトリメチル化は主に遺伝子サイレンシングと関係しているのに対し、H3K4、H3K36、H3K79のメチル化は遺伝子の転写の増加と関係している。

### リン酸化

ホスホリル基（青）

ヒストンのリン酸化はプロテインキナーゼ（PTK）、脱リン酸化はプロテインホスファターゼ（PP）によって触媒される。ヒストンのアセチル化と同様に、ヒストンのリン酸化は正電荷を中和し、ユークロマチンと遺伝子発現の増加を誘導する。ヒストンのリン酸化は、主にヒストンN末端テールのセリン（S）、スレオニン（T）、チロシン（Y）残基に対して行われる。
さらに、ヒストンのリン酸化はDNA修復や細胞分裂時のクロマチン凝縮に関与していることが知られている。その一例はヒストンH2AXのS139のリン酸化であり、DNA二本鎖切断の修復に必要である。

### ユビキチン化
多くの場合、ヒストンに対して1つのユビキチン分子が付加されるが（モノユビキチン化）、ユビキチン鎖による修飾を受ける場合もあり（ポリユビキチン化）、どちらも遺伝子転写にさまざまな影響を及ぼす。ユビキチンの付加はユビキチンリガーゼ、ユビキチンの除去は脱ユビキチン化酵素（DUB）によって行われる。ヒストンH2Aのユビキチン化はH3K4のメチル化を抑制するため一般的に遺伝子発現を抑制することとなるのに対し、H2Bのユビキチン化はH3K4のメチル化に必要であり、遺伝子の活性化と抑制の双方が引き起こされる可能性がある。さらに、ヒストンのユビキチン化はゲノムの維持にも関係しており、ヒストンH2AXのユビキチン化はDNA二本鎖切断の認識に関与している。

## 稀なヒストン修飾
その他の稀なヒストン修飾とそれらによる影響を下の表に示す。
| 修飾             | ライター                              | イレイサー                           | DNAに対する影響                                             |
| ---------------- | ------------------------------------- | ------------------------------------ | ----------------------------------------------------------- |
| O-GlcNAc化       | O-GlcNAcトランスフェラーゼ（OGT）     | O-GlcNAcase（OGA）                   | 他のヒストン修飾の媒介による、転写の増加または減少          |
| SUMO化           | E3 SUMOリガーゼ                       | SUMO特異的プロテアーゼ               | 転写の増加または減少、DNA修復における役割                   |
| ADPリボシル化    | ポリ(ADPリボース)ポリメラーゼ PARP1   | (ADPリボース)ヒドロラーゼ ARH1、ARH3 | DNA修復部位の標識時の転写の減少                             |
| シトルリン化     | プロテインアルギニンデイミナーゼ PAD4 | 既知のものは存在しない               | メチル化の除去による転写の減少                              |
| プロリンの異性化 | Fpr4                                  | Fpr4                                 | H3P38のシス・トランス異性体の切り替えによる転写の減少・増加 |

### O-GlcNAc化

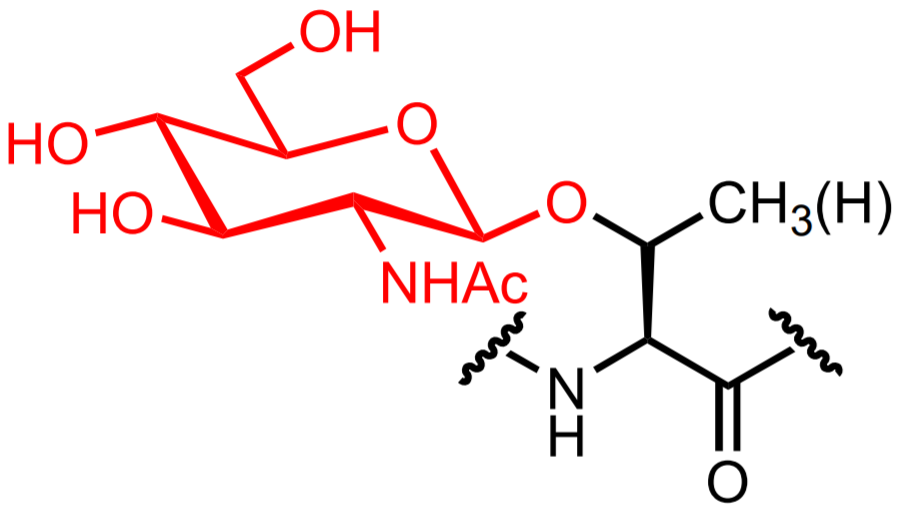
O-GlcNAc化されたスレオニン残基。GlcNAc部分は赤、修飾を受けたスレオニン残基は黒で示されている。

ヒストンのセリンまたはスレオニン残基に対するO-GlcNAc化は、他の翻訳後修飾を媒介することが知られている。GlcNAc基の付加と除去は、それぞれO-GlcNAcトランスフェラーゼ（OGT）とO-GlcNAcase（OGA）によって行われる。これらの過程に関する現在の理解は限られたものであるが、ヒストンH2BのS112のGlcNAc化は、K120のモノユビキチン化を促進することが判明している。同様に、OGTはHCF1複合体と結合し、HCF1複合体はBAP1と相互作用してH2Aの脱ユビキチン化を媒介する。OGTはH3K27のトリメチル化にも関与しており、またSIN3Aとの結合に伴ってヒストン脱アセチル化を促進するコリプレッサー複合体を形成する。

### SUMO化
SUMO化にはSUMOタンパク質とヒストンのリジン残基との共有結合の形成が伴い、SUMO E1酵素による活性化、SUMO E2酵素による結合（conjugation）、SUMO E3酵素によるライゲーションというユビキチン化過程と類似した3段階で行われる。ヒトではSUMO E1酵素はSAE1/SAE2ヘテロ二量体であることが同定されており、SUMO E2酵素はUBE2I、またSUMO E3酵素の役割はさまざまな酵素による多タンパク質複合体によって行われている可能性がある。
SUMO化はクロマチン状態に影響し、遺伝子プロモーターにおける転写因子の組み立てに影響を及ぼすことで、基質に依存して転写抑制または活性化のいずれかを引き起こす。またSUMO化は主要なDNA修復経路である、塩基除去修復、ヌクレオチド除去修復、非相同末端結合、相同組換え修復にも関与している。さらに、SUMO化はエラーが生じやすい損傷乗り越え合成（translesion synthesis）も促進する。

### ADPリボシル化

ADPリボース

ADPリボシル化は、タンパク質に1つ以上のADPリボース基が付加される過程である。ADPリボシル化は、ポリ(ADPリボース)ポリメラーゼ（PARP）を介して、クロマチン構成、転写因子の結合、mRNAのプロセシングに影響を与える重要な遺伝子調節機構である。PARPには複数のタイプが存在するが、PARP1、PARP2、PARP3などのDNA依存性PARPがヒストンと相互作用する。遺伝子調節という観点からはPARP1が最も重要な酵素であり、5種類のヒストンタンパク質の全てと相互作用する。
PARP1の触媒活性は（PARP2、PARP3も同様）、不連続なDNA断片、一本鎖切断を持つDNA断片によって活性化される。PARP1はヌクレオソームのDNAの出入口の軸付近に結合し、さらに多数のクロマチン結合タンパク質と相互作用することでクロマチンと間接的に結合することも可能である。クロマチンへの結合に伴って、PARP1はヒストンのコンフォメーションを変化させる抑制的なヒストン標識を作り出し、DNA修復を行えるよう遺伝子発現を阻害する。PARP1による他の転写調節としては、転写コレギュレーターとしての作用、RNAの調節、そしてDNAメチルトランスフェラーゼであるDNMT1の阻害によるDNAメチル化の調節などが行われる。

### シトルリン化

シトルリン化過程ではアルギニン残基（左）がシトルリン残基（右）へ変換される。

シトルリン化または脱イミノ化は、アルギニン残基がシトルリン残基へ変換される過程である。プロテインアルギニンデイミナーゼ（PAD）は、アルギニン残基のケチミン基をケトン基に置換し、シトルリンを形成する。PAD4はヒストン修飾に関与するデイミナーゼであり、ヒストンH3とH4のアルギニン残基をシトルリンに変換する。これらのヒストンのアルギニン残基のメチル化は転写活性化に重要であるため、シトルリン化はメチル化の喪失をもたらすことで遺伝子の転写の減少をもたらす。乳がん細胞では、H3R2、H3R8、H3R17、H3R26のシトルリン化が同定されている。この過程は不可逆的であると考えられている。

### プロリン異性化

PPIaseによるプロリンのシス・トランス異性化

異性化は、ある分子が異なる構造的コンフォメーションをとるよう変換する過程である。プロリン異性化は、ヒストンテールの修飾に重要な役割を果たす。Fpr4はプロリルイソメラーゼ（PPIase）であり、ヒストンのプロリン（P）残基のシス・トランス異性体の変換を行う。Fpr4はヒストンH3のN末端領域のいくつかのプロリン残基（P16、P30、P38）に対して触媒活性を持つが、P38に対して最も優先的に結合する。
H3P38はH3K36の近傍に位置し、P38の変化はK36のメチル化状態に影響を及ぼす。P38はシスとトランスの2つの異性体が可能であるが、これらは互いに反対の影響を引き起こす。シス型はコンパクトなヒストンを誘導し、タンパク質のDNAへの結合能力を低下させる。そのためK36のメチル化は阻害され、遺伝子の転写は減少する。逆にトランス型はより開いたヒストン構造を促進し、K36のメチル化が可能となって遺伝子の転写が増加する。

## 研究

### がん
ヒストン修飾酵素の機能の変化はクロマチンに基づく過程の制御の異常を引き起こし、最終的には発がん性形質転換とがんが引き起こされる場合がある。がん細胞では、DNAメチル化とヒストン修飾の分布に特有のパターンがみられる。こうしたエピジェネティックな変化は腫瘍形成のさまざまな段階で生じ、がんの発生や進行の双方に寄与している可能性がある。

### その他の研究
マウスでは、ビタミンB12欠乏症は脳におけるヒストン修飾酵素の発現を変化させ、行動の変化やエピジェネティックなリプログラミングが行われることが示されている。また、脂質代謝や他の代謝経路の調節にHDACが重要であり、代謝疾患の病理に関与していることが示されている。